# Berzelius Metall

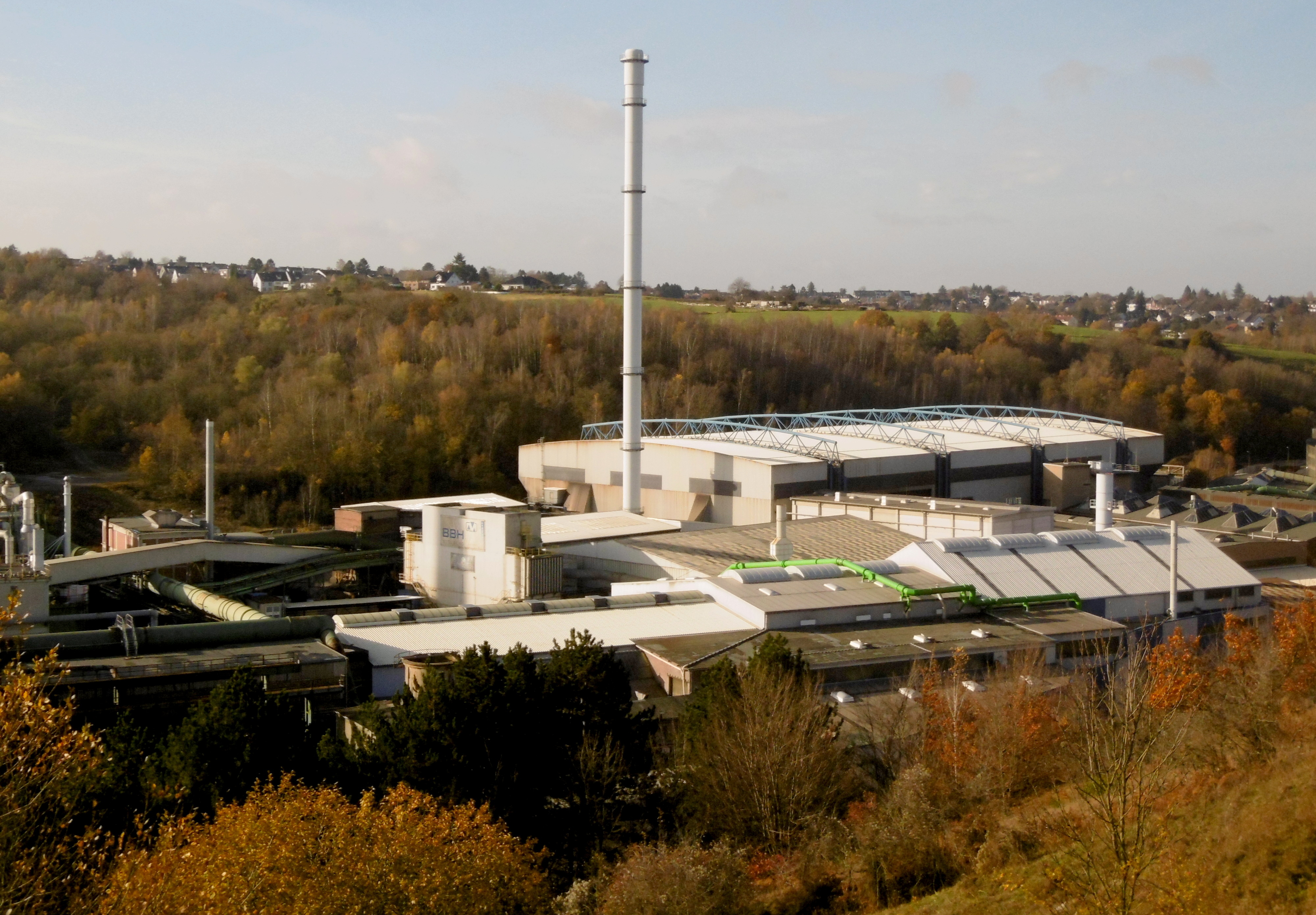
Berzelius Bleihütte Stolberg

Die Berzelius Metall GmbH mit Sitz in Braubach bei Koblenz ist ein Verbund von vier Unternehmen in Deutschland mit dem Schwerpunkt Bleiproduktion und Bleirecycling.
Zum Verbund gehören:
- Die BSB Recycling GmbH (BSB) (Heute Ecobat Ressources Brauchbach) (Blei- und Silberhütte Braubach) in Braubach in Rheinland-Pfalz
- die Muldenhütten Recycling und Umwelttechnik GmbH (MRU) in Muldenhütten bei Freiberg in Sachsen und
- die Berzelius Logistik Service GmbH (BLS), in Braubach in Rheinland-Pfalz, ein bundesweites Netzwerk von Entsorgungslogistikunternehmen. Heute ecobat Ressources Logistik

Die Bleihütte BBH in Stolberg ist eine von zwei verbliebenen Primärhütten in Deutschland, in denen Primärblei aus Erz gewonnen wird. Die BBH produziert außerdem Güldischsilber. Dieses entsteht bei der Abtrennung der Edelmetalle vom Blei. Güldischsilber enthält 99,6 Prozent Silber sowie Gold- und Platinanteile. Die Bleihütte in Stolberg gehört mittlerweile zur Nyrstar Gruppe, einer Tochtergesellschaft der Trafigura.
Die Berzelius-Standorte BSB in Braubach und MRU in Freiberg sind Sekundärbleihütten. Die Sekundärbleihütten gewinnen Sekundärblei aus dem Recycling von bleihaltigen Produkten, überwiegend Blei-Säure-Akkumulatoren aus dem Fahrzeug- und Industriesektor. Die Altbatterien werden zu fast 100 Prozent wiederverwertet: Der in den Akkus enthaltene Kunststoff Polypropylen (PP) wird zu PP-Compounds der Berzelius-Marke Seculene® PP verarbeitet. Weitere Recyclingprodukte sind Säure und Natriumsulfat, die als Rohstoffe in der Industrie genutzt werden.
Die BLS übernimmt für Berzelius das Einsammeln der Altbatterien und den Transport zu den Sekundärbleihütten.
Die Unternehmen beschäftigen zusammen rund 450 Mitarbeiter und liefern mit einer Gesamtkapazität von rund 200.000 t jährlich ungefähr die Hälfte der deutschen Bleiproduktion von 403.000 t (2004).
Berzelius gehörte ab 1990 zur Rheinischen Zinkgesellschaft, später zur Metallgesellschaft in Frankfurt und seit 1996 zur Eco-Bat Technologies PLC. Mittlerweile ist die Bleihütte in Stolberg in die Nyrstar Gruppe integriert, einer Tochtergesellschaft der Trafigura.